# Szundanézek
A szundanézek (vagy szundák, szundaiak) az ausztronéziai népek közé tartozó népcsoport, Indonézia második legnagyobb nemzetisége. Az ország lakosságának 15,5%-át teszik ki, lélekszámuk 2018-ban kb. 44 millió fő volt.

## Lakóhely
A szundanézek Jáva nyugati térségében, az egykor Szundának nevezett régióban élnek. Nyugat-Jáva tartomány lakosságának 79%-át teszik ki (38,5 millió fő), Banten tartományban arányuk 29% (3 millió fő), míg Dzsakarta, a főváros lakosságának egyhetedét (kb. 1,5 millió fő) alkotják. További kb. 1 millió szundanéz él Indonézia más szigetein. Hagyományosan rizstermesztéssel foglalkoznak, ám a 20. század második felétől egyre nagyobb számban költöztek városokba.

## Történet

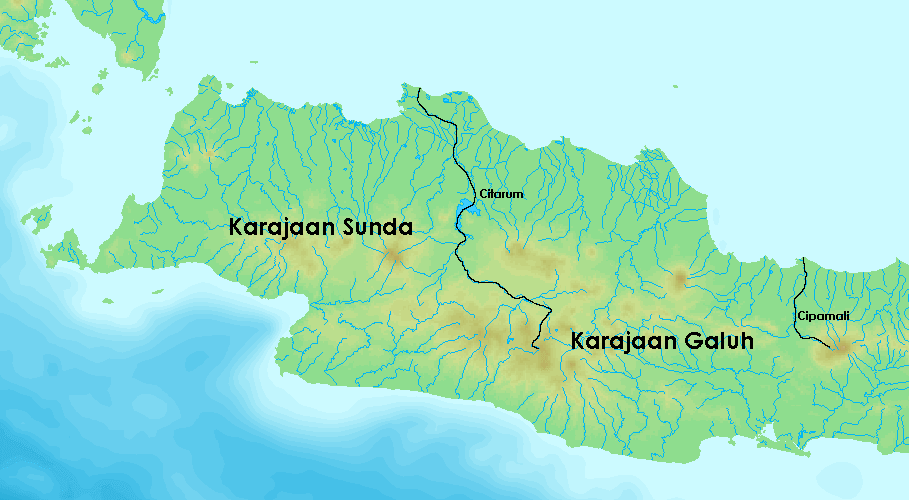
A Szunda Királyság Jáva nyugati területeire terjedt ki.

A szundanézek ősei Kr. e. 1500 és 1000 között érkeztek Jávára észak felől, Tajvanról a Fülöp-szigeteken keresztül. A 4-7. században a hindu Tarumanagara dinasztia hozott létre államot, mely kiterjedt kereskedelmi kapcsolatokat épített ki a környező területekkel, sőt Kínával is. Nyugatról indiai, keletről jávai hatások érte a birodalmat. A 7-16. század között létezett szintén hindu Szunda Királyság a Jáva középső részei felől terjedő iszlám hatására omlott össze.
A holland gyarmati időkben (17. századtól) a szundanézek lakta terület fontos szerepet töltött be a Holland Kelet-indiai Társaság által irányított gazdaságban, főleg a fűszerek, kávé, kinin, gumi és tea termesztésében és exportjában.
A második világháború alatt a hollandok meggyengülésével japánok szállták meg Jávát, a háború után pedig az indonézek rögtön kikiáltották függetlenségüket (1945. augusztus 17.). A független Indonéziához való csatlakozással nem minden szundanéz értett egyet. Voltak, akik kitartottak a hollandok mellett, míg mások a radikális iszlám mozgalom, a Darul Iszlám felkelésben (1948-62) vettek részt, hogy területüknek nagyobb önállóságot biztosíthassanak. Ezt a Szukarno vezette indonéz kormány nem tette lehetővé. A 20. század második felében a szundanézek élete a városiasodásnak és az iparosodásnak köszönhetően jelentősen átalakult: egy kis részük jelentős vagyonra tett szert, de a többség ma is kedvezőtlen életkörülmények között él.

## Nyelv és vallás

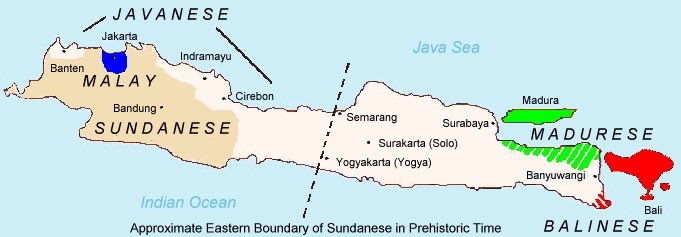
Jáva nyelvi térképe

A népcsoport nyelve az ausztronéz nyelvek közé tartozó szundanéz (priangman). Közel áll a jávai nyelvhez, de a két nyelv beszélői nem értik meg egymást. A legtöbb szundanéz kétnyelvű, a hivatalos helyeken az ország közös nyelvét, a bahasa indonézt beszélik, míg a szundanéz a családi és baráti közegben használatos. A szundanéz nyelv nagyon változatos: a szókészlet és a kiejtés többféle regionális változatban létezik. A nyelv különlegessége, hogy a beszélőtársadalmi státuszától függően többféle nyelvi szintet különíthetünk el benne: más szavakat használ valaki, ha idősebbekkel beszél, mint ha fiatalabbaknak mondaná ugyanazt. A mindennapi életben két, néha három nyelvi szintet használnak, de vannak olyan idősebb szundanézek, akik négyet különböztetnek meg.

A felélesztett szundanéz ábécé betűi

Elsősorban a latin betűs írást használják, de 2003 óta a nyugat-jávai vezetés támogatja az újjáélesztett, 14-18. századi szövegekből rekonstruált szundanéz írás használatát is.
A szundanézek túlnyomó többsége az iszlámot követi, egy kisebbség keresztény (római katolikus vagy protestáns). Az iszlám vélhetően a 14. században jelent meg Jáva nyugati partjainál, de a helyi iszlám a mai napig sok olyan szokást és szertartást őriz, melyek a korábbi, hindu vagy azelőtti időkből maradtak fenn. Ezek többnyire a rizstermesztéssel kapcsolatosak, részüket képezi a kövekben, fákban, patakokban élő szellemekben való hit.

## Kultúra

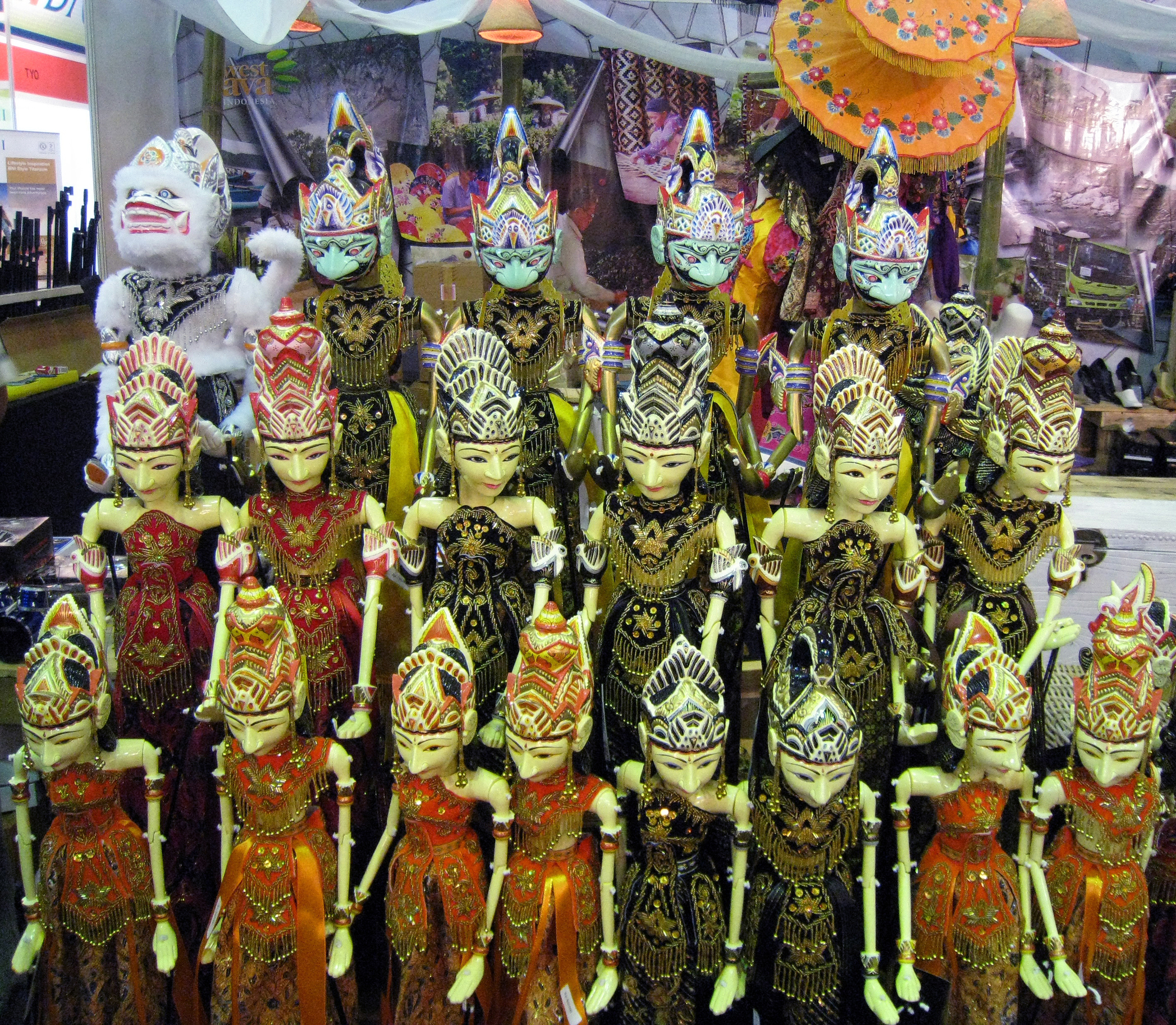
Bábuk a bábjátékhoz

A jávai kultúrához képest a szundanézeknél kevésbé maradtak fenn a hinduizmus és a buddhizmus hatásai. A szundanézek irodalma gazdag. Történeteik elmesélésére a vajang golek nevű, fabábokkal játszott bábjátékot is használják.